# Bahrenborstel
Bahrenborstel è un comune di 1.230 abitanti della Bassa Sassonia, in Germania.
Appartiene al circondario (Landkreis) di Diepholz (targa DH) ed è parte della comunità amministrativa (Samtgemeinde) di Kirchdorf.

## Geografia antropica

### Suddivisioni amministrative
Oltre al capoluogo (Bahrenborstel), il territorio comunale comprende le frazioni (Ortsteil) di Göthen, Hakenmoor, Hespeloh e Holzhausen.